# Camellia saluenensis
Camellia saluenensis är en tvåhjärtbladig växtart som beskrevs av Otto Stapf och William Jackson Bean. Camellia saluenensis ingår i släktet Camellia och familjen Theaceae. Inga underarter finns listade i Catalogue of Life.